# Gran filtro
El gran filtro, en el contexto de la paradoja de Fermi, es aquello que impide que una forma de vida inteligente logre llegar a desarrollarse hasta una civilización de nivel superior en la escala de Kardashov. 
El concepto nace a partir del fracaso a la hora de encontrar civilizaciones extraterrestres en el universo observable e iría en contra de los argumentos de numerosas disciplinas científicas que abogan que el descubrimiento de vida inteligente es probable; esta observación está conceptualizada con el término «gran filtro», el cual reduciría drásticamente la enorme cantidad de localizaciones en que especies inteligentes pudieran prosperar en civilizaciones observables por nuestros medios. Esta barrera a la evolución de la vida inteligente podría manifestarse de diversas formas, siendo la más probable la autodestrucción de la especie dominante mediante su propia tecnología. 
La conclusión intuitiva de esta observación es que cuanto más fácil haya sido evolucionar hasta nuestra etapa, menores son nuestras posibilidades futuras.
La idea fue propuesta en el ensayo en línea «El gran filtro - ¿Casi lo hemos pasado?», escrito por el economista Robin Hanson.  La primera versión se escribió en agosto de 1996 y su última actualización se realizó el 15 de septiembre de 1998.  Desde aquel tiempo, la formulación de Hanson ha sido considerada una de las grandes teorías existentes sobre el tema.

## El gran filtro
Sin evidencia alguna de vida inteligente más allá de nuestra propia especie, parece que el proceso de empezar con una estrella y acabar con una duradera civilización interestelar es improbable. Esto implica que al menos uno de los pasos necesarios para llegar a tal punto tiene que ser improbable. Hanson ofreció un listado (no definitivo) que describe la carrera de la nada hasta la colonización del universo observable en nueve pasos:
1. El sistema planetario adecuado (incluyendo química orgánica y planetas potencialmente habitables)
2. Moléculas reproductivas (p. ej., ARN)
3. Vida unicelular (procariota)
4. Vida unicelular compleja (eucariota)
5. Reproducción sexual
6. Vida pluricelular
7. Animales con cerebros grandes usando herramientas
8. Donde nos encontramos ahora
9. Explosión de colonización.

Según la hipótesis del gran filtro, al menos uno de estos pasos —si la lista era completa— tiene que ser improbable. Si no es un paso temprano (en nuestro pasado), entonces la implicación es que el paso infranqueable se halla en nuestro futuro y nuestras perspectivas de lograr el paso 9 (la colonización interestelar) se desvanecen. Si los pasos pasados fueran fácilmente realizables, entonces muchas civilizaciones se habrían desarrollado al nivel actual de la especie humana. Sin embargo, ninguna parece haberlo hecho para dar el noveno paso, o la Vía Láctea estaría llena de colonias. Así pues, quizás el paso 9 es el improbable, y actualmente lo único que podría impedirnos alcanzar el paso 9 es alguna clase de catástrofe o el agotamiento de recursos que impediría dar el paso debido al consumo de los recursos disponibles. Por este argumento, encontrar vida pluricelular en Marte (que hubiera evolucionado independientemente) sería una mala noticia, pues implicaría que los pasos 2 a 6 serían fáciles, mientras que la dificultad radicaría en los pasos 1, 7, 8 o 9 (u otro desconocido). Otra opción es que quizás somos la primera civilización en haber avanzado tanto y ya hemos pasado el gran filtro, o simplemente no hay gran filtro.